# Гусак-Гусаченко Григорій Матвійович
Гриѓорій Матв́ійович Гус́ак-Гусач́енко (19 листопада 1896, Черкаси — 23 грудня 1920, Одеса) — український держаний та військовий діяч початку XX століття, підпільник. Керівник підпільної української організації, яка існувала у квітні-травні 1920 року в Одесі.

## Життєпис
Григорій Гусак-Гусаченко народився 19 листопада 1896 року в Черкасах. Початкову освіту здобув в Черкаському 4-класному училищі. 7 квітня 1916 року закінчив 3-місячний курс прапорщиків в Першій Оранієнбаумській школі прапорщиків.
Військову службу розпочав 1916 року прапорщиком 2-го піхотного запасного батальйону Російської імператорської армії. З 5 грудня 1916 року — в 539-му піхотному Боровському полку; з червня 1917 року — в 91-му піхотному Двінськоиму полку.
1917 року брав участь у роботі I Всеукраїнського військового з'їзду. У березні-квітні 1918 року в Житомирі обіймав посаду начальника дивізіону. Восени 1918 року долучився до військ Директорії УНР на Полтавщині. У період влади Директорії обіймав посаду повітового старости у місті Остер. У січні 1919 року був учасником «Трудового конгресу України».
До 1920 року — командир білогвардійського Дроздовського добровольчого полку. 1920 року перейшов на бік УНР. Розпочав формування українських військових частин для боротьби з Червоною армією. В Одесі став очільником підпільної організації, яка мала підняти антибільшовицьке повстання в Одесі та Одеському повіті. Першим його помічником та заступником був брат генерала-хорунжого армії УНР Юрія Тютюнника — Георгій Тютюнник, який мешкав в Одесі під прізвищем Тютюнников.
Організований Гусаком-Гусаченком загін повинен був виступити на фронт нібито проти військ УНР під виглядом червоноармійської частини, після чого підняти антибільшовицьке повстання і у вирішальну мить перейти на бік УНР. Головним завданням Гусака-Гусаченка було об'єднати навколо себе якомога більшу кількість білогвардійських бойових офіцерів, обіцяючи їм командирські посади в Армії УНР, де була велика недостача в офіцерах. Для успіху задуманої справи підпільною організацією було виготовлено печатки Одеського повітового воєнкома, а також інші підроблені печатки, бланки і документи, на основі яких члени організації мешкали в Одесі.
У травні 1920 року Одеська губернська надзвичайна комісія (ОГНК) провела арешти членів цієї організації й постановила розстріляти 8 найбільш активних її діячів. Навесні Григорію Гусаку-Гусаченку вдалося уникнути арешту, проте згодом агентам ОГНК все ж таки вдалося його виявити й заарештувати. Під час арешту він кинув бомбу, поранивши співробітника НК й сам отримав тяжке поранення. У ніч на 23 грудня 1920 року його було розстріляно згідно рішення колегії ОГНК від 21 грудня.

## Вшанування
- 26 липня 2024 року в Одесі перейменували провулок на честь Григорія Гусака-Гусаченка.[5]